# Данко Лазовић
Данко Лазовић (Крагујевац, 17. мај 1983) је бивши српски фудбалер. Играо је на позицији нападача.

## Каријера
Лазовић је поникао у крагујевачком Радничком одакле је са 13 година дошао у Партизан. Као и већина младих играча Партизана прво је био на позајмици у Телеоптику. За први тим црно-белих је одиграо 60 лигашких утакмица и постигао 20 голова.
У лето 2003. одлази у холандски Фајенорд. Са њима је провео две сезоне и за то време постигао 9 голова на 41 лигашкој утакмици. Током јесењег дела 2005/06. сезоне био је на позајмици у Бајер Леверкузену. Међутим, ту није успео да се наметне, одиграо је само 9 утакмица без постигнутог гола.
У зиму 2006. долази на шестомесечну позајмицу у Партизан. Одиграо је 11 утакмица и постигао 5 голова. Пред крај сезоне медији су писали да се Лазовић потукао са саиграчем Нишом Савељићем.
За сезону 2006/07. Лазовић је потписао уговор са Витесеом. Имао је сјајну сезону и постигао је 19 голова на 32 лигашке утакмице. Био је најбољи стрелац тима у сезони и шести стрелац холандске лиге.
У лето 2007. је потписао петогодишњи уговор са ПСВ Ајндховеном. На свом дебију је постигао два гола у победи свог тима од 5:0 над Нијмегеном. Ипак није успео да понови добре голгетерске партије као у Витесеу. Одиграо је три пуне сезоне са ПСВ-ом и постигао 24 гола на 82 лигашке утакмице.
Лазовић је 3. марта 2010. потписао уговор са Зенитом из Санкт Петербурга. За њих је играо до 2013. године. Одиграо је 51 лигашку утакмицу и постигао 17 голова. У јануару 2013. одлази на позајмицу у Ростов до краја сезоне.
У јануару 2014. Лазовић по трећи пут долази у Партизан. Потписао је уговор на годину и по дана.
У октобру 2024. године Данко Лазовић у привремену Радну групу ФК Партизан, задужен за спортска питања заједно са Предрагом Мијатовићем.

## Репрезентација
Данко Лазовић је био члан младе репрезентације Србије и Црне Горе која је освојила друго место на Европском првенству за играче до 21 године 2004.
За сениорску репрезентацију Србије (тада СР Југославије) је дебитовао 27. марта 2002. у пријатељској утакмици против Бразила. Одиграо је укупно 47 утакмица и постигао 11 голова.

### Голови за репрезентацију
| #   | Датум              | Место                        | Противник     | Гол | Резултат | Такмичење                                 |
| --- | ------------------ | ---------------------------- | ------------- | --- | -------- | ----------------------------------------- |
| 1.  | 16. август 2006.   | Ухерско Храдиште, Чешка      | Чешка         | 1-1 | 1-3      | Пријатељска                               |
| 2.  | 6. септембар 2006. | Варшава, Пољска              | Пољска        | 1-1 | 1-1      | Квалификације за Европско првенство 2008. |
| 3.  | 11. октобар 2006.  | Београд, Србија              | Јерменија     | 2-0 | 3-0      | Квалификације за Европско првенство 2008. |
| 4.  | 17. октобар 2007.  | Баку, Азербејџан             | Азербејџан    | 1-6 | 1-6      | Квалификације за Европско првенство 2008. |
| 5.  | 21. новембар 2007. | Београд, Србија              | Пољска        | 2-2 | 2-2      | Квалификације за Европско првенство 2008. |
| 6.  | 6. фебруар 2008.   | Скопље, Република Македонија | Македонија    | 0-1 | 1-1      | Пријатељска                               |
| 7.  | 19. новембар 2008. | Београд, Србија              | Бугарска      | 6-1 | 6-1      | Пријатељска                               |
| 8.  | 10. фебруар 2009.  | Никозија, Кипар              | Кипар         | 0-2 | 0-2      | Пријатељска                               |
| 9.  | 12. август 2009.   | Атериџвил, Јужна Африка      | Јужна Африка  | 0-2 | 1-3      | Пријатељска                               |
| 10. | 14. новембар 2009. | Белфаст, Северна Ирска       | Северна Ирска | 0-1 | 0-1      | Пријатељска                               |
| 11. | 3. септембар 2010. | Торшавн, Фарска Острва       | Фарска Острва | 0-1 | 0-3      | Квалификације за Европско првенство 2012. |

## Трофеји

### Партизан
- Првенство СР Југославије (2) : 2001/02, 2002/03.
- Куп СР Југославије (1) : 2000/01.

### ПСВ Ајндховен
- Првенство Холандије (1) : 2007/08.
- Суперкуп Холандије (1) : 2008.

### Зенит
- Првенство Русије (2) : 2010, 2011/12.
- Куп Русије (1) : 2009/10.
- Суперкуп Русије (1) : 2011.

### Видеотон
- Првенство Мађарске (1) : 2017/18.